# Asso (film)
Pour les articles homonymes, voir Asso (homonymie).
Pour plus de détails, voir Fiche technique et Distribution.
Asso est un film italien réalisé par Franco Castellano et Giuseppe Moccia sorti en 1981.

## Fiche technique
- Titre : Asso
- Réalisation : Franco Castellano et Giuseppe Moccia
- Scénario : Franco Castellano et Giuseppe Moccia
- Photographie : Danilo Desideri
- Montage : Antonio Siciliano
- Musique : Detto Mariano
- Producteurs : Mario Cecchi Gori et Vittorio Cecchi Gori
- Société de production : Intercapital
- Pays d'origine :  Italie
- Genre : Comédie
- Durée : 90 minutes
- Dates de sortie : 
  -  Italie : 16 avril 1981

## Distribution
- Adriano Celentano : Asso
- Edwige Fenech : Silvia
- Renato Salvatori : Bretella
- Sylva Koscina : Enrichetta
- Pippo Santonastaso : Morgan
- Gianni Magni : Le tueur
- Memo Dittongo
- Elisabetta Viviani : Touriste
- Dino Cassio
- Sandro Ghiani
- Raffaele di Sipio
- Gianni Musy
- John Stacy
- Gerry Bruno (crédité sous le nom de Ettore Bruno)
- Franco Belli